# VG-lista
VG-lista é uma parada musical da Noruega. É apresentado semanalmente no jornal norueguês VG e no Broadcasting Corporation programa Topp 20. É considerada a primeira parada musical do país, com a parada de álbuns e singles de países e continentes ao redor do mundo. 

## Apuração
Os dados são recolhidos pela Nielsen Soundscan e são calculados com base nas vendas em cerca de 100 lojas na Noruega. O singles chart começou como uma parada top 10 na semana 42, em 1958 foi ampliado para um top 20 na 5ª semana de 1995. Ao mesmo tempo, a parada de álbuns começou como um top 20 na semana 1 em 1967 e foi ampliado para um top 40 chart.